# Pfullendorf
Pfullendorf is een gemeente in de Duitse deelstaat Baden-Württemberg, in het Landkreis Sigmaringen. De stad telt 13.472 inwoners.

Pfullendorf heeft sinds april 1984 een stedenband met het Zwitserse Allschwil (bij Basel).

## Geboren
- Sinan Gümüş (15 januari 1994), Duits–Turks voetballer

## Geografie
Pfullendorf heeft een oppervlakte van 90,56 km² en ligt in het zuidwesten van Duitsland.

## Stadsdelen
- Aach-Linz
- Denkingen
- Gaisweiler-Tautenbronn
- Großstadel-hofen
- Mottschieß
- Otterswang
- Pfullendorf (Kernstadt)
- Zell-Schwäblishausen

## Geschiedenis
Pfullendorf was van 1363 tot 1803 de hoofdstad van het stadstaatje Pfullendorf.
Op 11 juli 1183 overleed hier de eerste Hertog van Wittelsbach, Otto I Herzog von Wittelsbach (1117-1183)
Bad Saulgau ·
Beuron ·
Bingen ·
Gammertingen ·
Herbertingen ·
Herdwangen-Schönach ·
Hettingen ·
Hohentengen ·
Illmensee ·
Inzigkofen ·
Krauchenwies ·
Leibertingen ·
Mengen ·
Meßkirch ·
Neufra ·
Ostrach ·
Pfullendorf ·
Sauldorf ·
Scheer ·
Schwenningen ·
Sigmaringen ·
Sigmaringendorf ·
Stetten am kalten Markt ·
Veringenstadt ·
Wald